# 両山寺
両山寺（りょうさんじ）は岡山県久米郡美咲町に所在する寺院である。山号は二上山。詳しくは、二上山 蓮華院 両山寺と号する。宗派は高野山真言宗。本尊は聖観音。高野山真言宗美作八十八ヶ所第二十四番札所である。
御詠歌：見渡せば 只白妙の 玉くしげ 二上山の 雪の曙

## 概要
二上山山上に位置する山岳密教寺院である。
寺伝によれば、奈良時代初期の和銅7年（714年）泰澄が観音の霊夢を見て開山したと言われる。平安時代以降、真言宗、天台宗の2つの宗派の道場となった。
戦国時代の永禄8年（1565年）尼子氏と毛利氏の争いにより寺院は焼亡した。
江戸時代前期の元禄元年（1688年）に津山藩3代藩主森長成が寺院を再興した。

## 文化財
岡山県指定重要文化財
- 鰐口
青銅製、直径54cm、厚さ27cm、重量27kg。南北朝時代の貞治2年/正平18年（1363年）に作成された。当地の豪族・垪和（はが）氏が寄進した。昭和34年（1959年）3月27日指定。

岡山県指定重要民俗文化財
- 二上山護法祭
本来は修験者の修法であったと言われる。起源は鎌倉時代の建治元年（1275年）に遡る。この護法祭は久米郡各地で行われており、国の選択無形民俗文化財に選択されている。昭和52年（1977年）4月8日指定。

## 画像

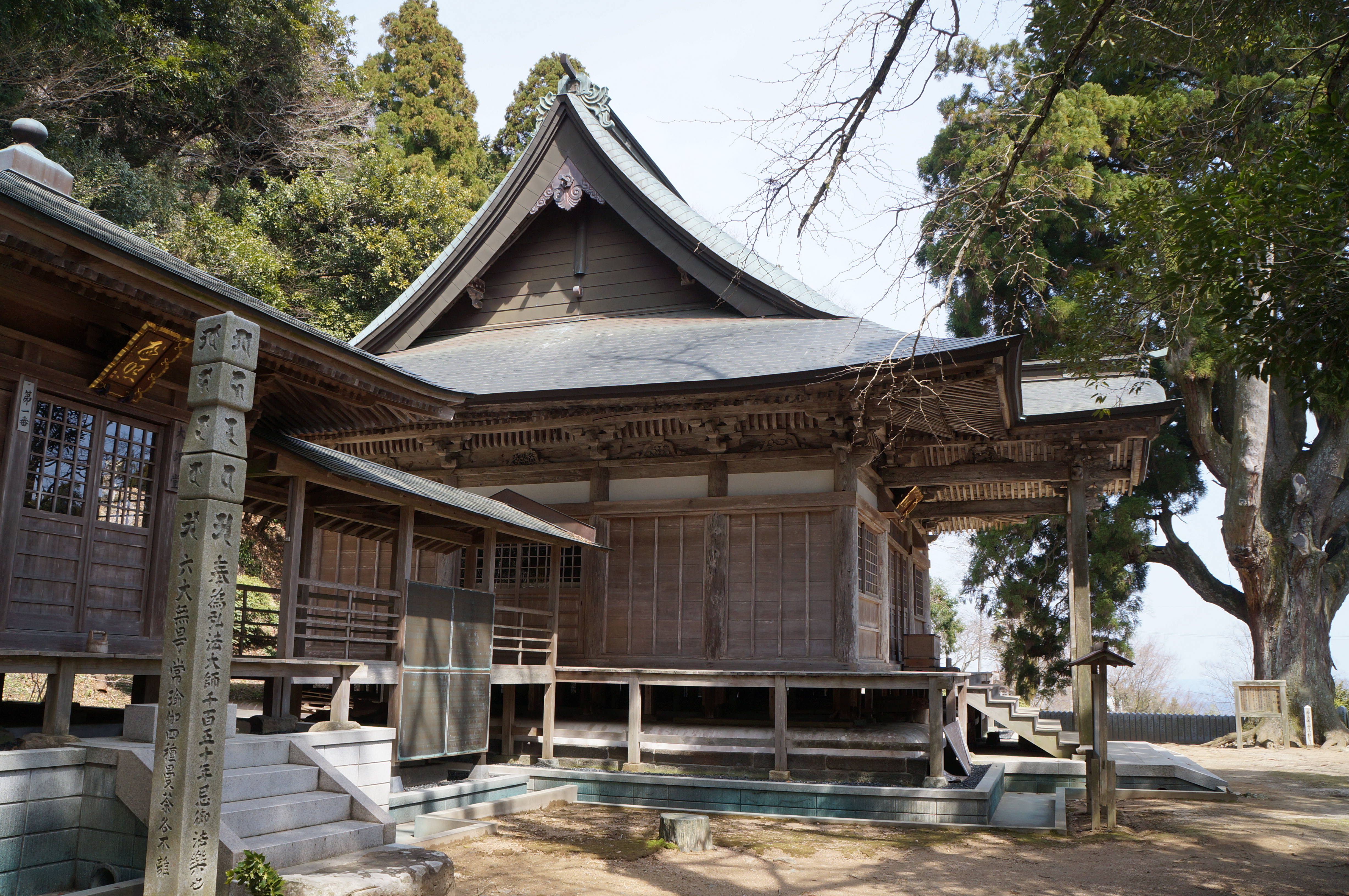
本堂
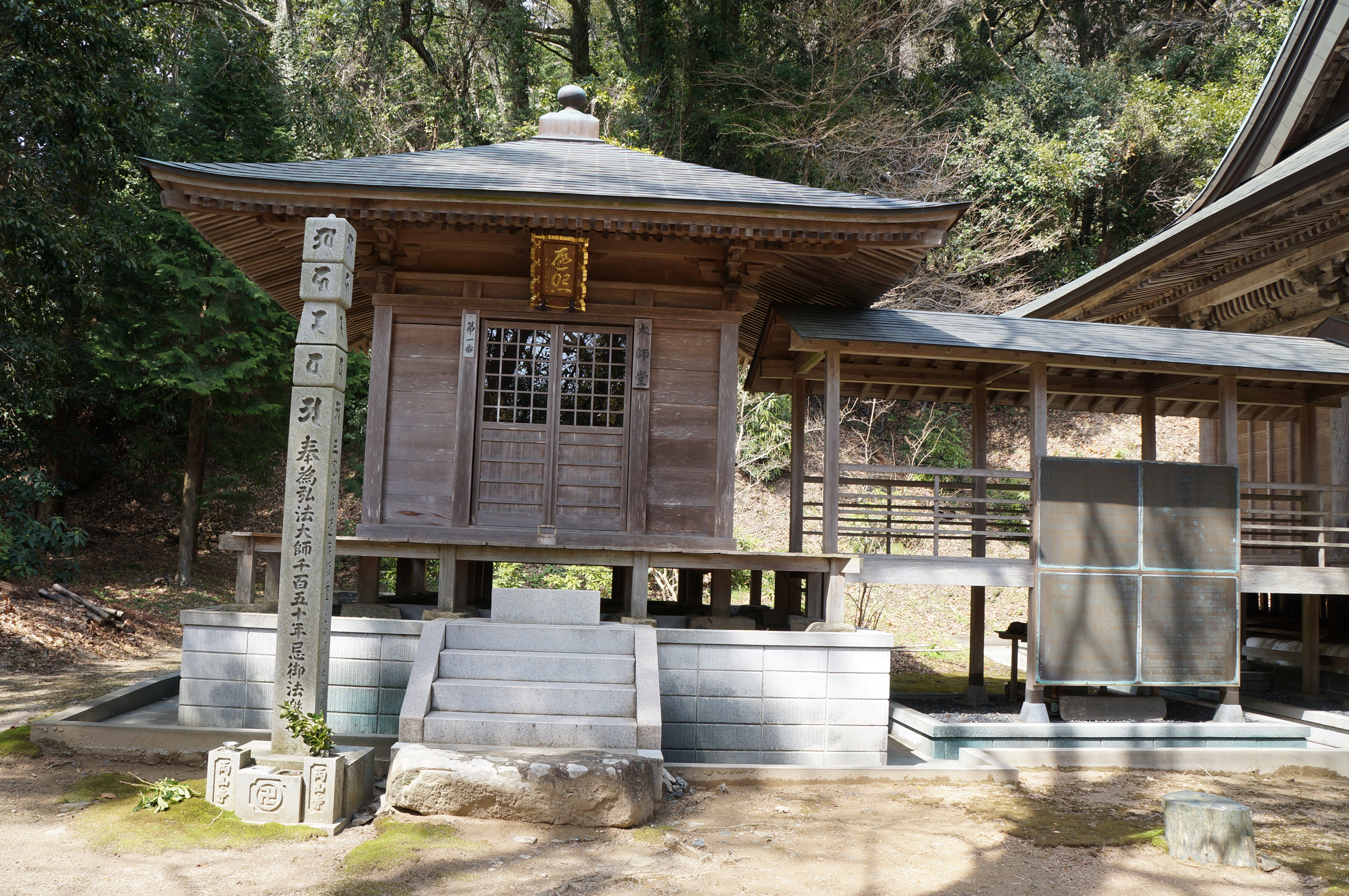
大師堂
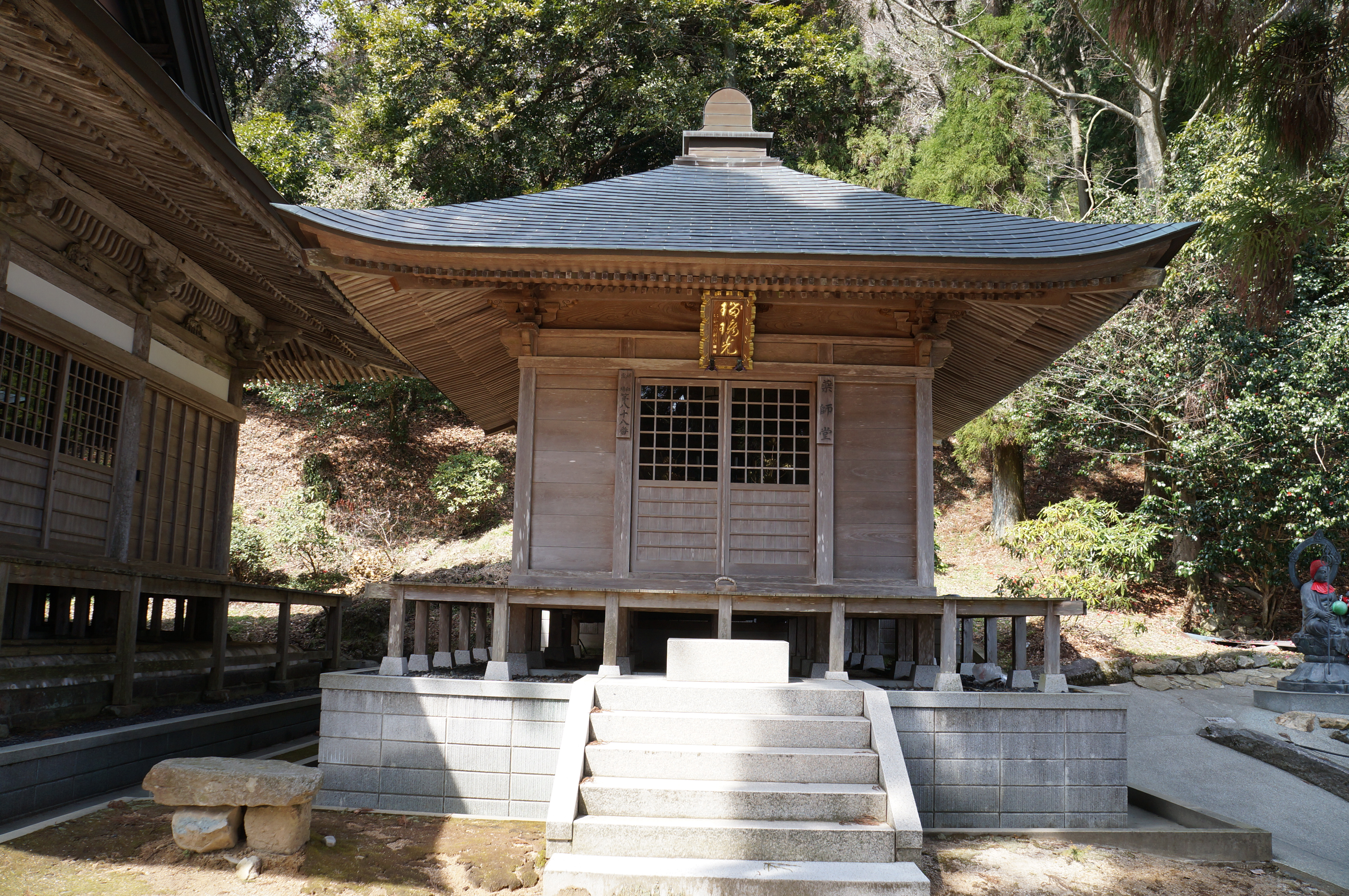
薬師堂
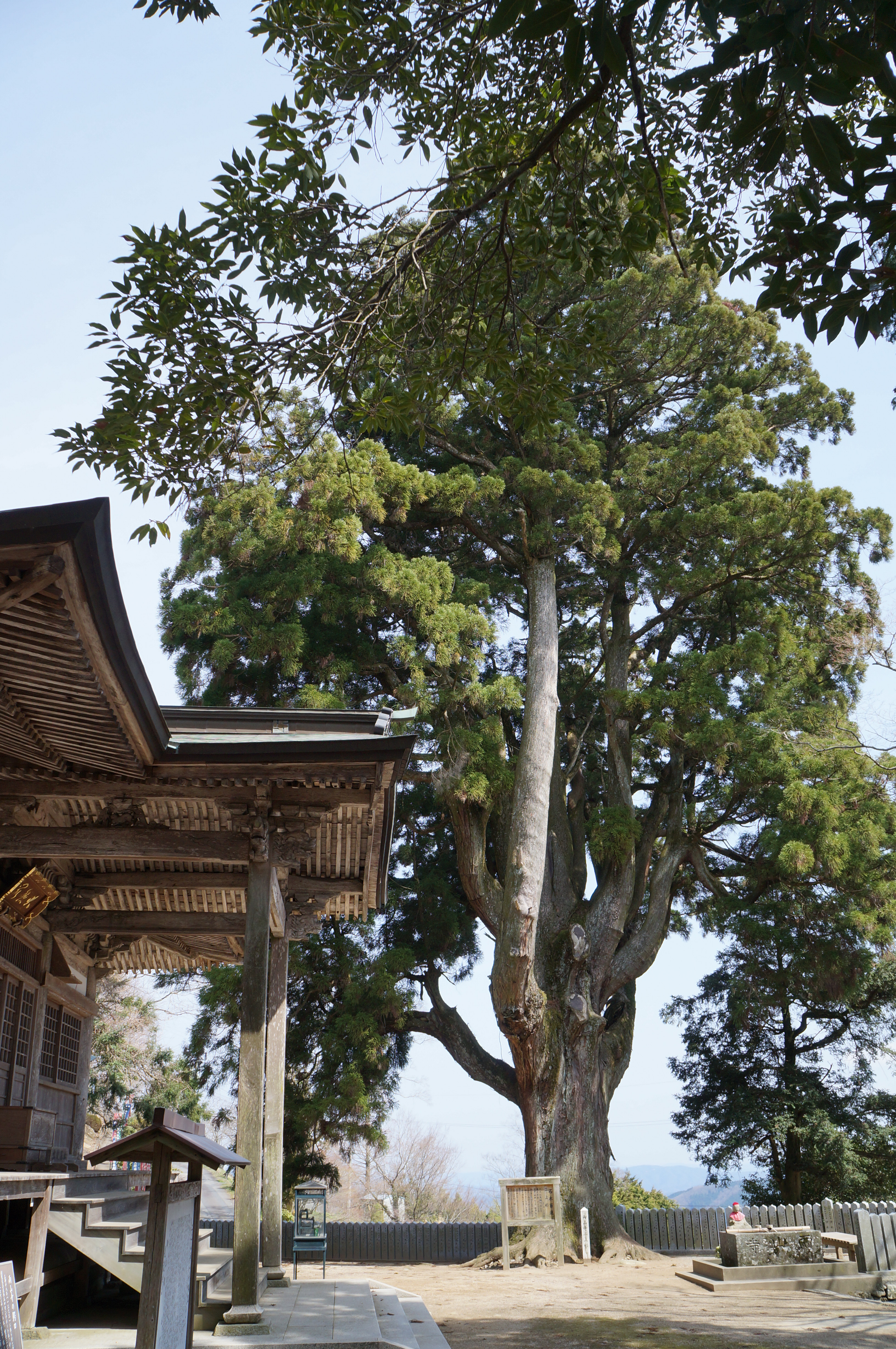
二上杉